# NGC 3811
NGC 3811 é uma galáxia espiral barrada (SBc/P) localizada na direcção da constelação de Ursa Major. Possui uma declinação de +47° 41' 28" e uma ascensão recta de 11 horas, 41 minutos e 16,5 segundos.
A galáxia NGC 3811 foi descoberta em 9 de Fevereiro de 1788 por William Herschel.